# Gonatium petrunkewitschi
Gonatium petrunkewitschi là một loài nhện trong họ Linyphiidae.
Loài này thuộc chi Gonatium. Gonatium petrunkewitschi được Lodovico di Caporiacco miêu tả năm 1949.